# Mentha cervina
La Mentha cervina L. è una pianta erbacea perenne, originaria dell'Europa e dell'Asia, e oggi diffusa in tutto il mondo.
Cresce in zone umide e paludi.
Assomiglia alla Mentha gattefossei per portamento.
Le foglie sono usate in erboristeria per le loro proprietà antisettiche.